# Liste der Stadtteile des Tokioter Bezirks Minato
Diese Liste der Stadtteile des Tokioter Bezirks Minato zählt alle heutigen Ortsteile auf dem Gebiet von Minato, Präfektur Tokio im Südosten von Tokio auf. Aufgeführt werden nur die klar abgegrenzten Gebiete, wie sie auch für Postadressen in Japan verwendet werden.
Die meisten Stadtteile bestehen aus mehreren nummerierten Vierteln (丁目, chōme), die in der Regel mehrere Blocks umfassen. In einigen Tokioter Bezirken werden mehrere Stadtteile zu einem Gebiet (地区, chiku; oft auch 地域, chiiki) zusammengefasst, für das bestimmte Verwaltungsaufgaben gemeinsam ausgeführt werden. In Minato entsprechen die nordwestlichen Gebiete Akasaka und Azabu weitgehend den bis 1947 existierenden gleichnamigen Stadtbezirken in der alten Stadt Tokio, die übrigen drei Gebiete gehörten zum Stadtbezirk Shiba.
| Transkription, chōme  | Kanji      | Fläche (km²) | Einwohner (VZ 2010) | Gebiet         |
| --------------------- | ---------- | ------------ | ------------------- | -------------- |
| Shiba 1–5             | 芝         | 0,71         | 11488               | Shiba          |
| Kaigan 1              | 海岸       | 0,38         | 1949                | Shiba          |
| Kaigan 2–3            | 海岸       | 0,75         | 3421                | Shibaura-Kōnan |
| Higashi-Shimbashi 1–2 | 東新橋     | 0,32         | 1513                | Shiba          |
| Shimbashi 1–6         | 新橋       | 0,47         | 1784                | Shiba          |
| Nishi-Shimbashi 1–3   | 西新橋     | 0,31         | 1055                | Shiba          |
| Mita 1–3              | 三田       | 0,68         | 8013                | Shiba          |
| Mita 4–5              | 三田       | 0,35         | 7545                | Takanawa       |
| Hamamatsuchō 1–2      | 浜松町     | 0,19         | 1506                | Shiba          |
| Shiba-Daimon 1–2      | 芝大門     | 0,15         | 1252                | Shiba          |
| Shiba-kōen 1–4        | 芝公園     | 0,65         | 1067                | Shiba          |
| Toranomon 1–5         | 虎ノ門     | 0,51         | 2279                | Shiba          |
| Atago 1–2             | 愛宕       | 0,07         | 463                 | Shiba          |
| Azabu-Mamianachō      | 麻布狸穴町 | 0,02         | 292                 | Azabu          |
| Azabu-Nagasakachō     | 麻布永坂町 | 0,05         | 149                 | Azabu          |
| Minami-Azabu 1–5      | 南麻布     | 0,99         | 12598               | Azabu          |
| Moto-Azabu 1–3        | 元麻布     | 0,37         | 4324                | Azabu          |
| Nishi-Azabu 1–4       | 西麻布     | 0,58         | 8191                | Azabu          |
| Roppongi 1–7          | 六本木     | 1,15         | 8715                | Azabu          |
| Azabudai 1–3          | 麻布台     | 0,21         | 1362                | Azabu          |
| Azabujūban 1–4        | 麻布十番   | 0,17         | 5376                | Azabu          |
| Higashi-Azabu 1–3     | 東麻布     | 0,24         | 3836                | Azabu          |
| Moto-Akasaka 1–2      | 元赤坂     | 0,81         | 545                 | Akasaka        |
| Akasaka 1–9           | 赤坂       | 1,34         | 14191               | Akasaka        |
| Minami-Aoyama 1–7     | 南青山     | 1,37         | 12100               | Akasaka        |
| Kita-Aoyama 1–3       | 北青山     | 0,50         | 3543                | Akasaka        |
| Takanawa 1–4          | 高輪       | 1,28         | 18723               | Takanawa       |
| Shirokane 1–6         | 白金       | 0,76         | 14623               | Takanawa       |
| Shirokanedai 1–5      | 白金台     | 1,00         | 10002               | Takanawa       |
| Shibaura 1–4          | 芝浦       | 1,25         | 18792               | Shibaura-Kōnan |
| Kōnan 1–5             | 港南       | 2,19         | 19134               | Shibaura-Kōnan |
| Daiba 1–2             | 台場       | 0,56         | 5300                | Shibaura-Kōnan |